# Rock for Choice
Rock For Choice – seria charytatywnych koncertów wspierających amerykański i kanadyjski ruch pro-choice, które odbywały się w latach 1991–2001.

## Początki
Genezy Rock For Choice można się dopatrywać w wywiadzie dziennikarki LA Weekly – Sue Cummings z członkiniami amerykańskiego feministycznego zespołu L7, podczas którego przyznały się one do planów przeznaczenia zysków z nadchodzącego koncertu na jedną z organizacji pro-choice. Sue namówiła je, aby zrobiły z tego akcję na szerszą skalę, wzorując się na organizowanych przez Boba Geldofa koncertach z cyklu Live Aid. Skontaktowała się z organizacjami feministycznymi, znalazła sponsora i zaaranżowała spotkanie z organizacją Feminist Majority, która wkrótce wyraziła chęć uczestniczenia w przedsięwzięciu.
Pierwszy koncert z udziałem zespołów: Nirvana, Hole, L7 i Sister Double Happiness odbył się 21 października 1991 roku w Hollywood Palladium w Los Angeles.
Seria koncertów przerodziła się w organizację kierowana przez Feminist Majority, która wydała kilka muzycznych kompilacji, m.in. Spirit of ’73: Rock for Choice.

## Artyści
Wśród artystów koncertujących w ramach Rock for Choice znaleźli się:
| - The Bangles - Bikini Kill - Paula Cole - Nirvana - Melissa Etheridge - Foo Fighters - Fugazi - Joan Jett | - L7 - Sarah McLachlan - No Doubt - The Offspring - Joan Osborne - Pearl Jam - Liz Phair | - Iggy Pop - Rage Against the Machine - Rancid - Red Hot Chili Peppers - Salt-n-Pepa - Stone Temple Pilots - Bad Religion |